# Кот в сапогах (мультфильм, 1995)
«Кот в сапогах» — российский пластилиновый мультфильм Гарри Бардина, современная социальная сатира по мотивам одноимённой сказки Шарля Перро. Вышел в 1995 году. Гарри Бардин, сравнивая его со своим предыдущим мультфильмом «Серый Волк энд Красная Шапочка», называл своё новое творение «похмельем после Перестройки».

## Сюжет
Действие начинается в эпоху после Перестройки и распада СССР. В начальной экспозиции демонстрируется бедная и грязная деревня с населением сплошь из алкоголиков: с самолёта сбрасывается гуманитарная помощь из США в виде разной техники. Деревенские разбирают все коробки с помощью, в то время как молодому пьянице и горе-патриоту Ивану Карабасову достаётся только мешок в цветах американского флага. В мешке оказывается англоговорящий кот, который предлагает Карабасову эмигрировать в Америку. После некоторых сомнений Карабасов соглашается, взяв с собой бутылку водки, балалайку и горсть земли.
Кот, используя хвост в качестве пропеллера, поднимается над облаками, однако в полёте их успевают обгадить птицы. Вскоре Карабасов и кот замерзают, а хвост перестаёт вращаться. Их полёт обрывается над Францией эпохи Нового времени. Карабасов, разыскивая выпавшую бутылку водки, срывает бал и разрушает статую Венеры Милосской, в результате чего стража бросается за котом и Иваном в погоню: кот лишается хвоста, из-за чего у Ивана нет возможности ни лететь дальше в Америку, ни вернуться в Россию. Оба ночуют где-то в подземелье. Когда Иван просит кота раздобыть ему еды, то случайно замечает принцессу: у него появляется желание жениться на ней.
Последующие события полностью соответствуют оригинальной сказке Шарля Перро — кот устраивает хозяину знакомство с королевской семьёй, разыгрывая сценку с тонущим Карабасовым и представляя его как бизнесмена. Опережая карету, он заставляет животных говорить, что все земли принадлежат Карабасову, а сам добирается до замка людоеда, известного под именем Герр Капут. Хитростью он спасает нескольких людей от участи быть съеденными на обед Капутом, а потом заставляет того обратиться в мышь и съедает его. Замок представляется королю как замок Карабасова, и король выдаёт свою дочь замуж за Ивана. Однако зазнавшийся юноша забывает о неоценимых услугах, которые оказал ему Кот в сапогах, и за то, что сидел за королевским столом и мешал целоваться с принцессой, швыряет его прочь.
В отместку кот с помощью волшебной палочки людоеда возвращает неблагодарного Карабасова обратно в русскую нищую глубинку.

## Создатели
- Режиссёр, сценарист, продюсер: Гарри Бардин
- Художник-постановщик: Аркадий Мелик-Саркисян
- Оператор: Александр Двигубский
- Аниматоры, монтажёры: Ирина Собинова-Кассиль, Галина Филатова, Лидия Маятникова
- Художник: Владимир Маслов
- Аранжировка музыки: Сергей Анашкин
- Звукорежиссёр: Владимир Виноградов
- Звукооператор: Владимир Кузнецов
- Дирижёр: С. Скрипка
- Ассистент художника: Е. Виноградова
- Цветоустановщик: Л. Самодурова
- В работе над фильмом принимали участие: Наталия Барковская, С. Горб, Любовь Доронина, Николай Закляков, В. Корябкин, Ю. Лахов, Н. Молева, О. Неклюкова, Н. Юнусов, В. Каплан
- Директор фильма - Н. Донатова

## Роли озвучивали
- Константин Райкин — Иван Карабасов
- Алексей Стычкин — Кот в сапогах
- Рогволд Суховерко — Херр Капут, людоед / деревенские алкоголики
- Константин Смирнов — Король
- Анна Табанина — Принцесса

## Факты
- На протяжении всего мультфильма звучит аранжированная музыка известных композиторов: 
Кеннет Элфорд — «Марш полковника Боги»,
 Николай Римский-Корсаков — «Полёт шмеля»,
 Камиль Сен-Санс — «Лебедь» из сюиты «Карнавал животных»,
 Луиджи Боккерини — «Менуэт»,
 Гаэтано Доницетти — Романс Неморино из оперы «Любовный напиток»,
 Вольфганг Амадей Моцарт — «Маленькая ночная серенада» (отрывок из Симфонии № 40),
 Иоганн Себастьян Бах — «Скерцо», «Токката и фуга ре-минор»,
 Рихард Вагнер — Прелюдия к III акту оперы «Лоэнгрин».
- В мультфильме разные герои разговаривают на русском (Иван и его соседи), английском (кот), французском (король, принцесса и свита) и немецком языках (Герр Капут).
- Меню людоеда составляет съёмочная группа мультфильма, а непосредственно в момент появления Кота он собирается пообедать Бардиным.
- Люди в кастрюле людоеда - возможная отсылка к иллюстрации Гюстава Доре, где изображены младенцы на блюде.[1]
- Это вторая экранизация[источник не указан 2024 дня] после аниме (в котором аналогом людоеда был Люцифер — король Ада), где людоед называется по имени (Герр Капут), тогда как ни в оригинале Шарля Перро[2], ни в экранизации 1938 года, ни в экранизации 1968 года людоед по имени не называется.
- Внешний облик Карабасова, в том числе одежда, практически полностью копирует героя Николая Караченцова из фильма «Старший сын»